# Loes Luca
Louise „Loes” Diana Wilhelmina Catharina Luca (ur. 18 października 1953 w Rotterdamie) – holenderska aktorka, piosenkarka oraz komik.

## Kariera
Karierę zaczęła w latach 80., kiedy zaczęła grywać w musicalach. Jej późniejsza kariera dotyczyła głównie filmów i telewizji, w tym role w takich produkcjach jak Spetters, Het meisje met het rode haar, De Noorderlingen and Ja zuster, nee zuster. W 2006 wystąpiła w serialu 't Schaep met de 5 Pooten.
W marcu 2007 r. Luca została nominowana do nagrody Theo d'Or, corocznej nagrody dla aktorek teatralnych.

## Filmografia
Źródła:

### Filmy
| Rok  | Tytuł                                                     | Rola                     | Uwagi                    |
| ---- | --------------------------------------------------------- | ------------------------ | ------------------------ |
| 1980 | Spetters                                                  |                          |                          |
| 1981 | Een vlucht regenwulpen                                    | Kierowca                 |                          |
| 1981 | Het meisje met het rode haar                              | An                       |                          |
| 1983 | Het veld van eer                                          | Ada                      |                          |
| 1983 | De schorpioen                                             | Dziewczyna w barze       |                          |
| 1986 | Abel                                                      | Christine                |                          |
| 1987 | Een maand later                                           | głos Ingrid              | niewymieniona w czołówce |
| 1989 | Theo en Thea en de ontmaskering van het tenenkaasimperium | Masochistyczna gospodyni |                          |
| 1992 | De Noorderlingen                                          | Matka grubego Willa      |                          |
| 1994 | Wie aus weiter Ferne                                      | kilka ról                | film telewizyjny         |
| 1996 | De jurk                                                   | ślepa kobieta            |                          |
| 1996 | Mijn franse tante Gazeuse                                 | położna Willemsa         |                          |
| 1996 | Luif                                                      |                          |                          |
| 2001 | Panna Minoes – kocia agentka (Minoes)                     | głos Tante Moortje       |                          |
| 2002 | Ja zuster, nee zuster                                     | Zuster Klivia            |                          |
| 2005 | Lepel                                                     | Koppenol                 |                          |
| 2011 | Gooische vrouwen                                          | Barbara                  |                          |
| 2012 | Anders Denken                                             | Vanessa Pinto            | film krótkometrażowy     |
| 2012 | De Marathon                                               | Hannie                   |                          |

### Seriale
| Rok         | Tytuł                       | Rola                     | Uwagi                                 |
| ----------- | --------------------------- | ------------------------ | ------------------------------------- |
| 1978        | Dubbelleven                 | piosenkarka              | odc. "Prettig weekend, meneer Meijer" |
| 1989        | Beppie                      | Evelien                  | 2 odcinki                             |
| 1994        | Seth & Fiona                | Ellen                    | odc. "Tante Doris"                    |
| 2003        | Lieve mensen                | Iet                      |                                       |
| 2006 – 2015 | 't Schaep Met De 5 Pooten   | Doortje Lefèvre / Raquel | 40 odcinków                           |
| 2008        | Koning van de Maas          | Miep                     | miniserial                            |
| 2011        | Hart tegen Hard             | Karin de Winter          | sezon 1, odcinek 4                    |
| 2012        | Golden Girls                | Barbara                  | 10 odcinków                           |
| 2015        | 't Schaep Ahoy              | Doortje Lefevre          |                                       |
| 2015        | Goedenavond, Dames en Heren | Will Rijvers             | 8 odcinków                            |